# Pierre-William Glenn
Pour les articles homonymes, voir Glenn.
Pierre-William Glenn, né le 31 octobre 1943 à Paris et mort le 23 septembre 2024 à Nogent-sur-Marne, est un directeur de la photographie et réalisateur français.
Ayant débuté très tôt dans la profession, il sait s'adapter pour créer des ambiances diversifiées au profit de nombreux réalisateurs aussi prestigieux que variés comme les cinéastes de la Nouvelle Vague François Truffaut et Jacques Rivette, les Américains Samuel Fuller et Joseph Losey et des réalisateurs singuliers dont Maurice Pialat et Claude Lelouch.
Influencé par le travail des chefs opérateurs américains, en particulier Gregg Toland, Lee Garmes et Stanley Cortez, il a mené une collaboration fructueuse avec des réalisateurs français inspirés par le cinéma américain et notamment le film noir comme Bertrand Tavernier, Alain Corneau, Costa-Gavras, José Giovanni ou Guillaume Nicloux.
Chef opérateur prolifique et innovant, il est le premier à utiliser la pellicule Fuji, et est renommé pour son travail au steadicam.

## Carrière
Après des études de mathématiques, Pierre-William Glenn intègre l'IDHEC. Formé par Alain Derobe, il devient l'assistant de William Lubtchansky et Jean Gonnet, travaille pour la télévision tout en signant la photographie de plusieurs courts-métrages, dont La Question ordinaire de Claude Miller (1969) et Vitesse oblige de Jacques Doillon (1970).
À 25 ans, il débute comme chef opérateur. Après avoir travaillé notamment avec Marin Karmitz (Camarades, 1969), André Téchiné (Paulina s'en va, 1969) et Jacques Rivette (Out one, 1970),il se fait remarquer sur le long-métrage Wheel of Ashes (1970) de Peter Goldman. Au début des années 1970, il entame une collaboration avec  José Giovanni (Un aller simple, 1971) et surtout Bertrand Tavernier (L'Horloger de Saint-Paul, 1973). Il travaille parallèlement avec des réalisateurs issus de la Nouvelle Vague, au premier rang desquels François Truffaut, avec La Nuit américaine (1972), Une belle fille comme moi (1972) et L'Argent de poche (1975).
Pierre-William Glenn réalise en 1974 son propre film, Le Cheval de fer, sur le monde de la moto, assez remarqué par la critique. Il travaille ensuite comme cadreur pour Joseph Losey (Monsieur Klein, 1975), et Les Routes du sud, 1977).
Au début des années 1980, son travail est particulièrement loué sur les films Série noire et Le Choix des armes d'Alain Corneau - avec qui il avait auparavant travaillé sur France société anonyme (1973) - et Ronde de nuit de Jean-Claude Missiaen. Glenn signe également la photographie de deux films de Maurice Pialat, Passe ton bac d'abord (1978) et Loulou (1980), avec qui les rapports sont difficiles.
Il se consacre ensuite à la réalisation de ses deux films Les Enragés (1985) et Terminus (1987), passés plutôt inaperçus. Il reprend alors la direction de la photographie, se faisant plus rare dans les années 1990 ; puis il entame une collaboration avec Claude Lelouch (Hasards ou Coïncidences, 1997, And now... Ladies and Gentlemen, 2001 et 11'09"01, 2002).
Il a écrit et développé une quinzaine de scénarios depuis 1974. Collaborations avec Jean Cosmos (Top model, Adieu vieille Europe), Gérard Brach (Les enragés), Alain Reynaud-Fourton (L’Intrus), Frédéric Fajardie (L’Adieu à Hollywood), Philippe Lasry (L’Illusion d'un fauve), Sébastien Doubinsky et Jeff Cox (Skin n'gold), Éric Nataf (Le mal par le mal), Patrick Raynal (Il était une fois un magicien de lumière). Les deux derniers scripts: In the upper room et La Jérusalem des Caraïbes, écrits en 2014 et 2015, sont en pré-production.
Pierre-William Glenn a présidé l'Association française des directeurs de la photographie cinématographique (AFC) de 1997 à 2000. Il préside la Commission supérieure et technique de l'image et du son (CST) de 2002 à 2018.
Il est co-directeur du département Image à la Fémis entre 2005 et 2019 contribuant à former une nouvelle génération de chefs opérateurs et cheffes opératrices parmi lesquels David Chizallet, Éponine Momenceau, Paul Guilhaume, Julien Poupard, Marine Atlan ou encore Noé Bach.
En 2017 il est fait chevalier des Arts et des Lettres, chevalier de l’ordre national du Mérite et chevalier de la Légion d'honneur.
France-Culture lui consacre plusieurs émissions du 13 au 17 mai 2019 dans l'émission "à voix nue".
En mai 2019 son film documentaire Les Silences de Johnny est projeté lors du Festival de Cannes 2019 dans la sélection Cannes Classics. En hommage à son ami de 30 ans Johnny Hallyday il souhaite réhabiliter sa carrière d'acteur qu'il juge comme étant une "vocation manquée''. Ainsi il déclare que "Johnny a été jusqu’à me dire que le cinéma était son (seul) endroit de liberté".
Il meurt le 23 septembre 2024, à Nogent-sur-Marne.

## Filmographie

### Cadreur
- 1976 : Monsieur Klein de Joseph Losey

### Chef opérateur

#### Courts métrages
- 1967 : Juliet dans Paris de Claude Miller
- 1970 : La Question ordinaire de Claude Miller
- 1970 : Un coup pour rien de Jean-Louis Comolli
- 1970 : Vitesse oblige de Jacques Doillon
- 1971 : Camille ou la comédie catastrophique de Claude Miller
- 1974 : Regards à J.P.B. de Patrick Grandperret

#### Longs métrages
- 1968 : Le Cousin Jules de Dominique Benicheti
- 1969 : Paulina s'en va d'André Téchiné
- 1969 : La Nuit bulgare de Michel Mitrani (caméraman)
- 1970 : Camarades de Marin Karmitz
- 1970 : L'Escadron Volapük de René Gilson
- 1970 : Out one de Jacques Rivette
- 1970 : Roue de cendres de Peter Goldman
- 1971 : Un aller simple de José Giovanni
- 1971 : On n'arrête pas le printemps de René Gilson
- 1971: Où est passé Tom ? de José Giovanni
- 1971 : Les Yeux fermés de Joël Santoni
- 1972 : État de siège de Costa-Gavras
- 1972 : Guitare au poing de Daniel Szuster
- 1972 : La Nuit américaine de François Truffaut
- 1972 : Une belle fille comme moi de François Truffaut
- 1973 : La Femme de Jean de Yannick Bellon
- 1973 : France société anonyme d'Alain Corneau
- 1973 : L'Horloger de Saint-Paul de Bertrand Tavernier
- 1974 : La Jeune Fille assassinée de Roger Vadim
- 1974 : Que la fête commence de Bertrand Tavernier
- 1975 : L'Argent de poche de François Truffaut
- 1975 : Le Cheval de fer (dont réalisation)
- 1975 : Le Juge et l'Assassin de Bertrand Tavernier
- 1975 : Le Voyage de noces de Nadine Trintignant
- 1976 : Comme un boomerang de José Giovanni
- 1976 : Portrait de groupe avec dame d'Aleksandar Petrović
- 1977 : L'Amour violé de Yannick Bellon
- 1977 : La Menace d'Alain Corneau
- 1978 : I love you, je t'aime de George Roy Hill
- 1978 : Avalanche de Corey Allen
- 1978 : Passe ton bac d'abord de Maurice Pialat
- 1978 : Série noire d'Alain Corneau
- 1979 : L'Entourloupe de Gérard Pirès
- 1979 : Extérieur, nuit de Jacques Bral
- 1979 : La Mort en direct de Bertrand Tavernier
- 1980 : Loulou de Maurice Pialat
- 1980 : Allons z'enfants d'Yves Boisset
- 1980 : Une semaine de vacances de Bertrand Tavernier
- 1981 : Le Choc de Robin Davis
- 1981 : Le Choix des armes d'Alain Corneau
- 1981 : Coup de torchon de Bertrand Tavernier
- 1981 : L'Étoile du Nord de Pierre Granier-Deferre
- 1982 : Mississippi Blues de Bertrand Tavernier et Robert Parrish
- 1982 : Le Prix du danger d'Yves Boisset
- 1982 : Tir groupé de Jean-Claude Missiaen
- 1983 : La Crime de Philippe Labro
- 1983 : Ronde de nuit de Jean-Claude Missiaen
- 1988 : Sans espoir de retour de Samuel Fuller
- 1989 : Une saison blanche et sèche d'Euzhan Palcy
- 1989 : Les Enfants du désordre de Yannick Bellon
- 1989 : L'Orchestre rouge de Jacques Rouffio
- 1990 : Un prisonnier de la terre de John Berry
- 1991 : L'Affût de Yannick Bellon
- 1993 : Amour fou de Roger Vadim
- 1996 : Mon père avait raison de Roger Vadim
- 1997 : Hasards ou Coïncidences de Claude Lelouch
- 1998 : Fait d'hiver de Robert Enrico
- 2001 : And now... Ladies and Gentlemen de Claude Lelouch
- 2002 : 11'09"01 de Claude Lelouch (segment)
- 2003 : Cette femme-là de Guillaume Nicloux
- 2004 : Un fil à la patte de Michel Deville

### Comédien
- 1995 : L'Impossible Monsieur Papa de Denys Granier-Deferre

### Réalisateur
- 1970 : Pourquoi pas ? (court métrage)
- 1975 : Le Cheval de fer (également scénariste et producteur)
- 1984 : Les Enragés
- 1987 : Terminus (également scénariste et producteur)
- 1992 : 23h58 (également producteur)
- 1994 : Le Renard ailé (TV)
- 2009 : Portrait de groupe avec enfants et motocyclettes
- 2019 : Les Silences de Johnny (documentaire sur Johnny Hallyday acteur)[11].